# Erannis merularia
Erannis merularia là một loài bướm đêm trong họ Geometridae.